# Amastus thiaucourti
Amastus thiaucourti là một loài bướm đêm thuộc phân họ Arctiinae, họ Erebidae.